# 木卫三十五
木卫三十五（S/2001 J 9，Orthosie，/ɔːrˈθɒsə.iː/，or-THOS-ə-ee或/ɔːrˈθoʊsiː/，or-THOH-see；希腊语：Ορθωσία）也叫Jupiter XXXV，是木星的一个衛星。由斯科特·谢泼德所領導的夏威夷大學研究小組於2001年發現。
其直徑約為2公里，軌道平均半徑為20,568 Mm，軌道周期為602.619地球日，與黃道間的軌道傾角為142°（与木星赤道143°），運轉方向為逆行，軌道離心率为0.2433。
它在2003年8月被命名为Orthosie，是荷赖（希腊神话中掌管季节氣候變遷、植物生长和社會法律秩序的女神們的总称）之一。是宙斯（Jupiter）和忒弥斯的女儿。
它是帕西法尔衛星群中的成员。